# Палеонтологический журнал
Палеонтологический журнал (Москва, ISSN 0031-031X) — научный журнал АН СССР (с 1959) и РАН (с 1991) для публикации оригинальных исследований в различных областях палеонтологии, по анатомии, морфологии и таксономии ископаемых организмов, их эволюции и распространению, развитию сообществ и биосферы, биостратиграфии, а также включая историю палеонтологических исследований, информацию о конференциях, обзоры новых публикаций.

## История
Журнал основан в Москве на базе Палеонтологического института РАН в июле 1959 года и выходит на русском и английском языках (Paleontological Journal, перевод издательства MAIK «Nauka/Interperiodica», издаётся в США компанией Pleiades Publishing, Inc).
Журнал включён в Список российских научных журналов ВАК Минобрнауки России 2007 и 2010 годов. В год издаётся 6 номеров.
Индекс цитирования (импакт фактор) равен 0.591 (2010, ISI Journal Citation Reports® Ranking Thomson Reuters).

### Главные редакторы
- акад. Ю. А. Орлов (1959—1966)
- д.б.н. В. Е. Руженцев (1967—1978)
- акад. Л. П. Татаринов (1978—1988, 1994—2000)
- д.б.н. И. С. Барсков (1988—1993)
- акад. А. Ю. Розанов (с 2001)

## Редакция
- Главный редактор (2011): Алексей Юрьевич Розанов, академик РАН, доктор геолого-минералогических наук.[4][6]
- Заместитель главного редактора: Александр Георгиевич Пономаренко, Москва, ПИН РАН
- Исполнительный секретарь: Александр Федорович Банников, Москва
- Редакторы английского издания: Галина Сергеевна Раутиан, Леонид С. Лукьянов[6]

## ISSN
- ISSN: 0031-0301 (печатная версия)
- ISSN: 1555-6174 (электронная версия)[6]